# コケシロアリモドキ
コケシロアリモドキ（苔白蟻擬、Aposthonia japonica）は、シロアリモドキ目に属する昆虫の一種。九州南部に生息する。

## 概要
体長約10mm、腹部は約5mm。触角は17節からなり、長さは約2mm。雄は有翅のものと無翅のものがおり、雌は翅が無い。
染色体数は2n=20で、性決定の様式はXO型である。
シロアリモドキヤドリバチ Caenosclerogibba longipes （シノニム: C. japonica ）に寄生されることが知られている。

## 分類
本種は1926年に、シロアリモドキ Oligotoma saundersiiやタイワンシロアリモドキ Oligotoma humbertiana と同じOligotoma属の種として記載された。その後の研究で、Aposthonia属に所属が変更された。